# Klopo
Klopo is een bestuurslaag in het regentschap Magelang van de provincie Midden-Java, Indonesië. Klopo telt 1829 inwoners (volkstelling 2010).